# Горњи Символи
Горњи Символи (грч. Άνω Συμβολή, Ано Символи) је насељено место у општини Амфипољ у периферији Средишња Македонија, Грчка. Према попису из 2021. године било је 4 становника.
Насеље је подигнуто после Другог светског рата северно од села Баница (Символи). Први пут се помиње на попису из 1961. године са 138 становника.